# Graeco-Babyloniaca

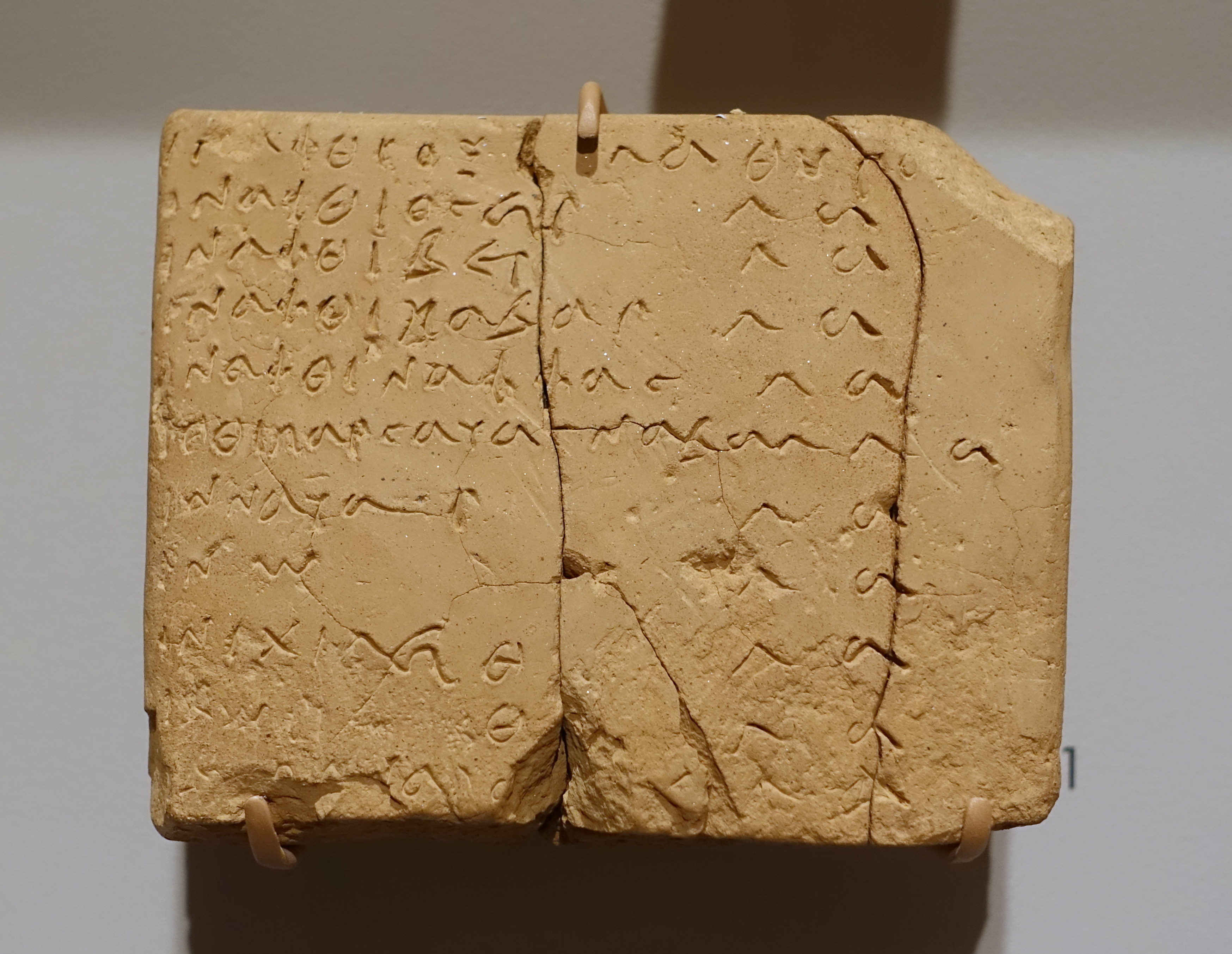
Tablilla bilingüe, greco-babilónica, c. 50 a. C. a 50 d. C. (Museo Semítico de Harvard).

Las Graeco-Babyloniaca, en singular Graeco-Babyloniacum, son tablillas de arcilla escritas en lenguas sumerias o acadias utilizando la escritura cuneiforme por un lado y transliteraciones en el alfabeto griego por el otro.
Citando a Edmond Sollberger:

Obviamente son textos escolares escritos por algún estudiante o estudiantes griegos de sumerio o acadio en algún momento de finales del siglo II o principios del I a.C.

Según lo redactado por M. J. Geller, indican que ambas lenguas babilónicas "escritas en caracteres cuneiformes todavía eran legibles en los períodos seléucida y parto en Mesopotamia".